# Landrethun-lès-Ardres
Landrethun-lès-Ardres és un municipi francès situat al departament del Pas de Calais i a la regió dels Alts de França. L'any 2007 tenia 682 habitants.

## Demografia

### Població
El 2007 la població de fet de Landrethun-lès-Ardres era de 682 persones. Hi havia 233 famílies de les quals 36 eren unipersonals (8 homes vivint sols i 28 dones vivint soles), 75 parelles sense fills i 122 parelles amb fills.
La població ha evolucionat segons el següent gràfic:
Habitants censats

### Habitatges
El 2007 hi havia 256 habitatges, 236 eren l'habitatge principal de la família, 9 eren segones residències i 10 estaven desocupats. Tots els 256 habitatges eren cases. Dels 236 habitatges principals, 209 estaven ocupats pels seus propietaris, 20 estaven llogats i ocupats pels llogaters i 8 estaven cedits a títol gratuït; 1 tenia dues cambres, 14 en tenien tres, 50 en tenien quatre i 171 en tenien cinc o més. 195 habitatges disposaven pel capbaix d'una plaça de pàrquing. A 70 habitatges hi havia un automòbil i a 146 n'hi havia dos o més.

### Piràmide de població
La piràmide de població per edats i sexe el 2009 era:
| Homes | Edats   | Dones |
| ----- | ------- | ----- |
| 0     | 95 o +  | 0     |
| 1     | 90 a 94 | 2     |
| 3     | 85 a 89 | 4     |
| 1     | 80 a 84 | 6     |
| 6     | 75 a 79 | 12    |
| 6     | 70 a 74 | 8     |
| 9     | 65 a 69 | 7     |
| 13    | 60 a 64 | 14    |
| 9     | 55 a 59 | 11    |
| 27    | 50 a 54 | 19    |
| 23    | 45 a 49 | 23    |
| 17    | 40 a 44 | 21    |
| 27    | 35 a 39 | 18    |
| 28    | 30 a 34 | 20    |
| 16    | 25 a 29 | 24    |
| 22    | 20 a 24 | 15    |
| 25    | 15 a 19 | 31    |
| 34    | 10 a 14 | 26    |
| 17    | 5 a 9   | 20    |
| 16    | 0 a 4   | 20    |

## Economia
El 2007 la població en edat de treballar era de 452 persones, 336 eren actives i 116 eren inactives. De les 336 persones actives 308 estaven ocupades (171 homes i 137 dones) i 28 estaven aturades (7 homes i 21 dones). De les 116 persones inactives 40 estaven jubilades, 34 estaven estudiant i 42 estaven classificades com a «altres inactius».

### Ingressos
El 2009 a Landrethun-lès-Ardres hi havia 245 unitats fiscals que integraven 713 persones, la mediana anual d'ingressos fiscals per persona era de 16.660 €.

### Activitats econòmiques
Dels 15 establiments que hi havia el 2007, 1 era d'una empresa de fabricació d'altres productes industrials, 3 d'empreses de construcció, 1 d'una empresa de comerç i reparació d'automòbils, 2 d'empreses de transport, 2 d'empreses d'hostatgeria i restauració, 1 d'una empresa d'informació i comunicació, 3 d'empreses de serveis, 1 d'una entitat de l'administració pública i 1 d'una empresa classificada com a «altres activitats de serveis».
Dels 4 establiments de servei als particulars que hi havia el 2009, 1 era un paleta, 1 empresa de construcció i 2 restaurants.
L'any 2000 a Landrethun-lès-Ardres hi havia 11 explotacions agrícoles.

## Equipaments sanitaris i escolars
El 2009 hi havia una escola elemental.

## Poblacions més properes
El següent diagrama mostra les poblacions més properes.